# Simmerath
Simmerath là một đô thị ở huyện Aachen, trong Nordrhein-Westfalen, Đức. Đô thị này tọa lạc khoảng 20 km về phía đông nam của Aachen, gần biên giới với Bỉ.
Simmerath có các địa phương sau:
- Dedenborn
- Eicherscheid
- Einruhr
- Erkensruhr
- Hammer
- Hirschrott
- Huppenbroich
- Kesternich
- Lammersdorf
- Paustenbach
- Rollesbroich
- Rurberg
- Simmerath
- Steckenborn
- Strauch
- Witzerath
- Woffelsbach